# Bollit
|  | Aquest article tracta sobre el plat valencià anomenat bollit. Si cerqueu el plat balear anomenat bullit, vegeu «bullit». |

El bollit (forma etimològica i normativa encara que també s'anomena bullit) és un plat tradicional valencià consistent en creïlles i cebes senceres bollides juntament amb alguna verdura com carxofes, bledes o carlotes en hivern o bajoqueta fina en estiu. Estes verdures s'assaonen amb un raig d'oli d'oliva i una miqueta de vinagre o suc de llima. També existix el costum d'afer-hi un rovell d'ou a la creïlla xafada.